# Imamizm
Imamizm – główny nurt szyizmu, uznający dwunastu imamów.

## Lista uznawanych imamów
Lista uznawanych imamów:
1. Ali ibn Abi Talib (600–661)
2. Hasan ibn Ali (625–669)
3. Husajn ibn Ali (626–680)
4. Ali ibn Husajn (Zajn al-Abidin) (658–713)
5. Muhammad al-Bakir (676–733)
6. Dżafar as-Sadik (703–765)
7. Musa al-Kazim (745–799)
8. Ali ar-Rida (765–818)
9. Muhammad at-Taki (810–835)
10. Ali al-Hadi (827–868)
11. Hasan al-Askari (846–874)
12. Muhammad al-Mahdi (868 – według imamitów do dziś żyje w ukryciu)

## Charakterystyka
W pierwszych dwóch wiekach islamu nazwy „imamici” używano często wobec wszystkich nurtów szyickich.
W sensie prawno-religijnym imamici przynależą do tzw. szkoły dżafaryckiej. Jej nazwa pochodzi od szóstego imama, Dżafara as-Sadika, który skodyfikował podstawy szyickiej myśli prawnej. Imamici dzielą się na usulitów i achbarytów. Czasem w ramach usulityzmu wyodrębnia się jako odrębny kierunek szajchizm. W łonie imamizmu istnieje również mahdyzm – czyli wiara w rychłe przyjście Mahdiego, który jest charakterystyczny dla całego szajkizmu i mniejszej części usulitów, choć w tej ostatniej grupie poglądy takie stają się coraz częstsze po rewolucji lat 1978–1979 w Iranie. Od XVIII wieku ruchem dominującym jest usulizm. Obecnie jedynie 0,5–2% imamitów stanowią achbaryci (liczebność ich znacznie spadła w Iranie po rewolucji, obecnie zamieszkują oni głównie Bahrajn i południowy Irak); szajkiści (południowy Irak, Iran) stanowią zaś prawdopodobnie poniżej 0,1%.